# Station Bedburg-Hau
Station Bedburg-Hau is een treinstation in de Duitse plaats Bedburg-Hau. Het station ligt aan de lijn Keulen - Kranenburg, de 'Linksniederrheinische Strecke'. Het wordt bediend door de RE10, lokaal Niers-Express' genoemd.
Het station werd rond 1910 gebouwd in Hau nabij het terrein van de LVR-Klinik Bedburg-Hau uit dezelfde periode. Later werd dit station naamgever voor de nieuwe gemeente die in 1969 door samenvoegingen ontstond. Het gebouw staat op de monumentenlijst.

## Afbeeldingen

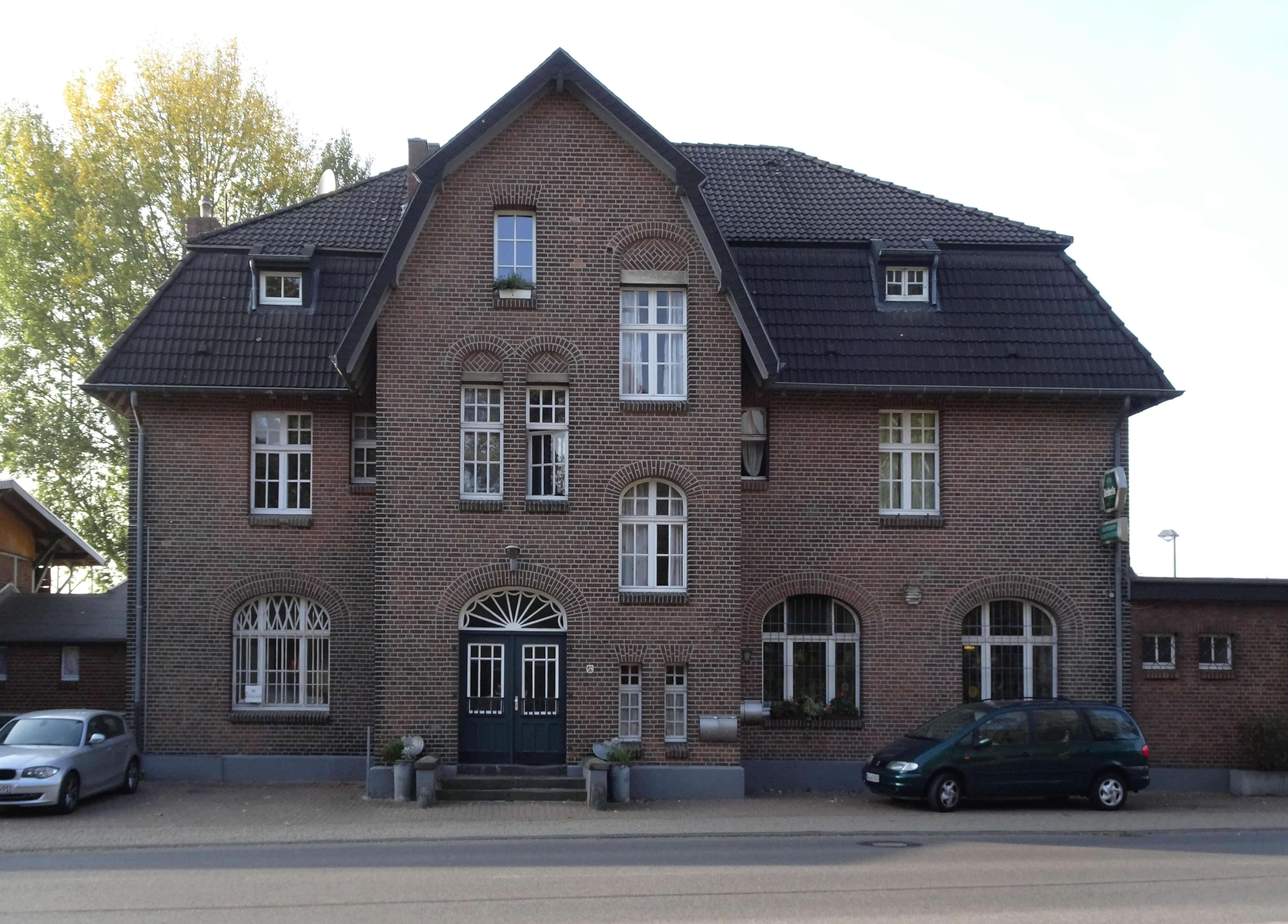
Bahnhof Bedburg-Hau
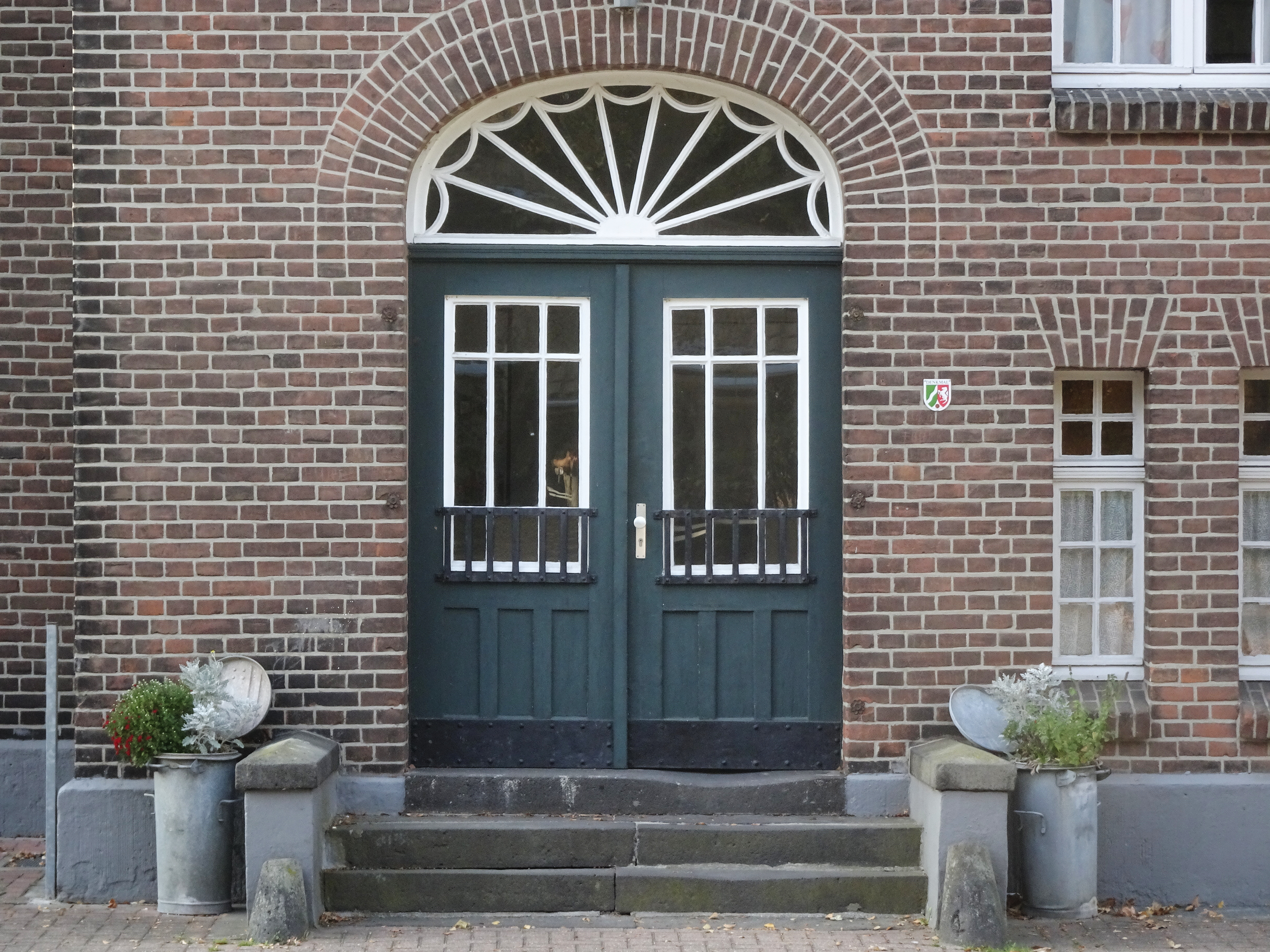
Bahnhof Bedburg-Hau
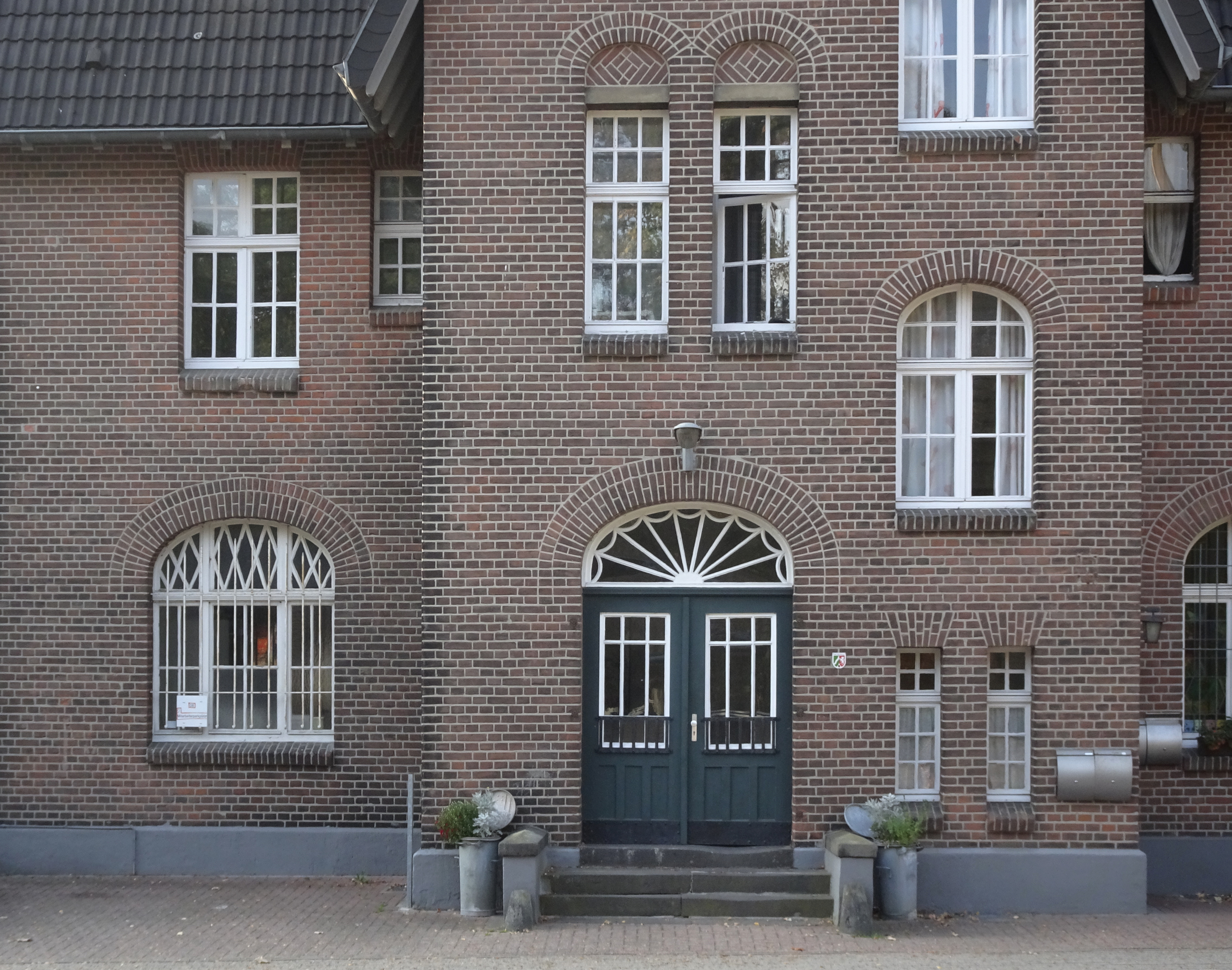
Bahnhof Bedburg-Hau
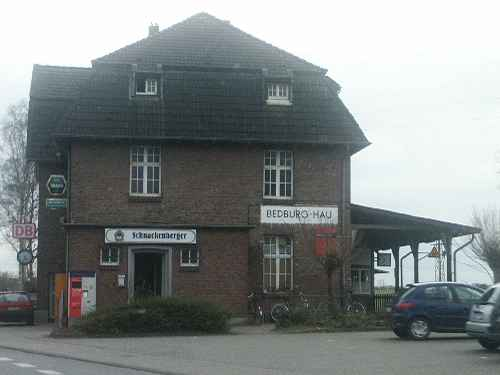
Bahnhof Bedburg-Hau (2007)
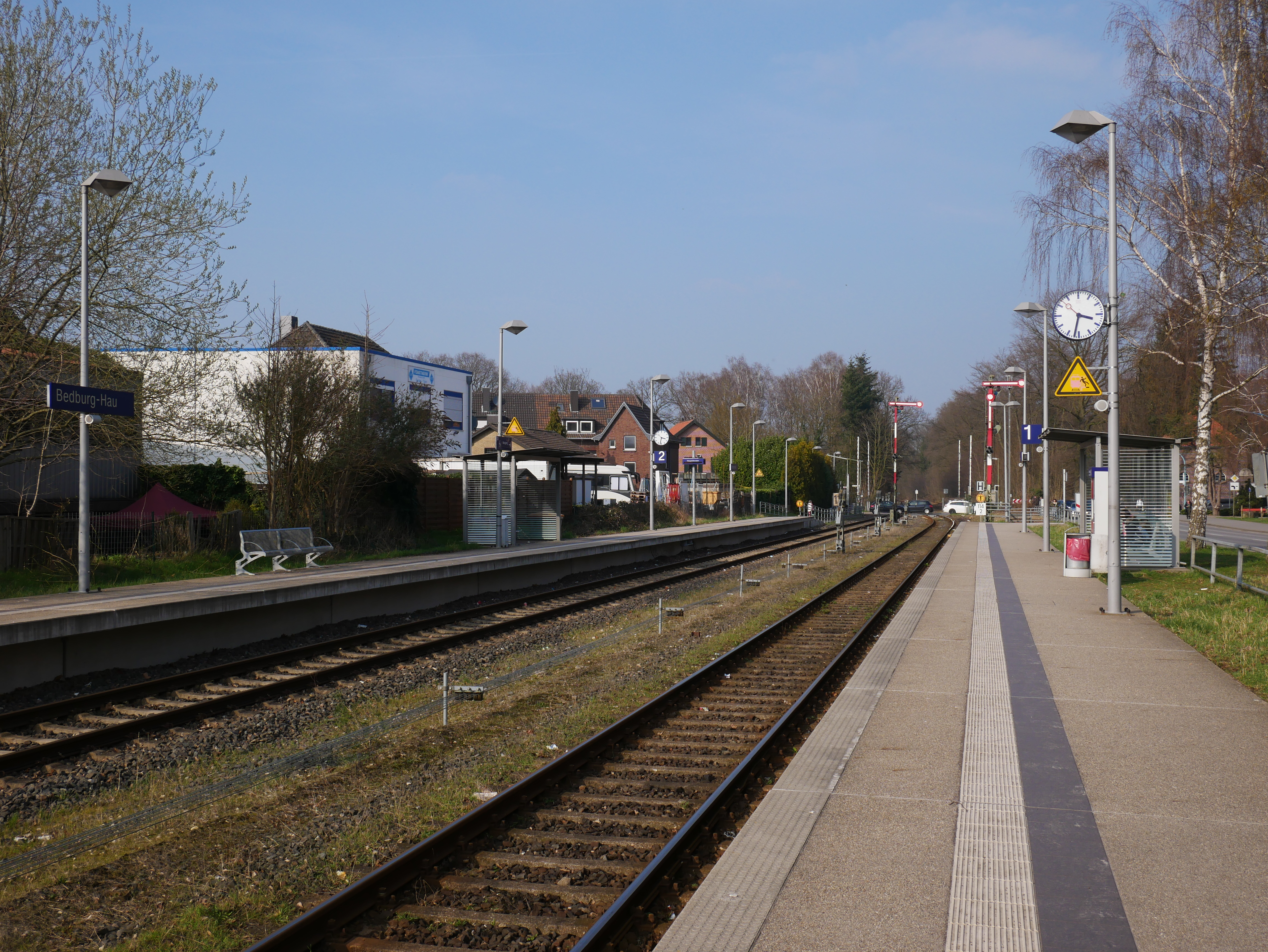
Perrons